# Линнелл, Джон
Джон Ли́ннелл (англ. John Linnell; 16 июня 1792, Блумсбери, ныне Лондон — 20 января 1882, Редхилл, Суррей) — английский художник-пейзажист.

## Жизнь и творчество
Его отец был резчиком по дереву и позолотчиком. В 10 лет Джон рисовал и продавал портреты мелом и карандашом. Первые уроки получил от Бенджамина Уэста. Изучал живопись под руководством художника Джона Варли. В 1805 году он был принят в Королевскую академию художеств. Был близок с группой художников, называвших себя «Древние» («The Ancients»). Наиболее интересны его работы, почти исключительно пейзажи, сделанные в период с 1824 по 1838 год. Первоначально находился под творческим влиянием Томаса Гейнсборо, позднее выработал свой собственный художественный стиль. Основное внимание художник на своих полотнах уделял изображению неба, облаков, игры светотени. Многие произведения Дж. Линнелла хранятся в картинных галереях Лондона — таких, как музей Южного Кенсингтона, в Национальной галерее (полотна «Дровосек» и «Ветряная мельница») и др.
Соперничал с другим известным художником Джоном Констеблем.
Сыновья художника, Томас и Уильям Линнеллы, также были выдающимися пейзажистами.

## Галерея

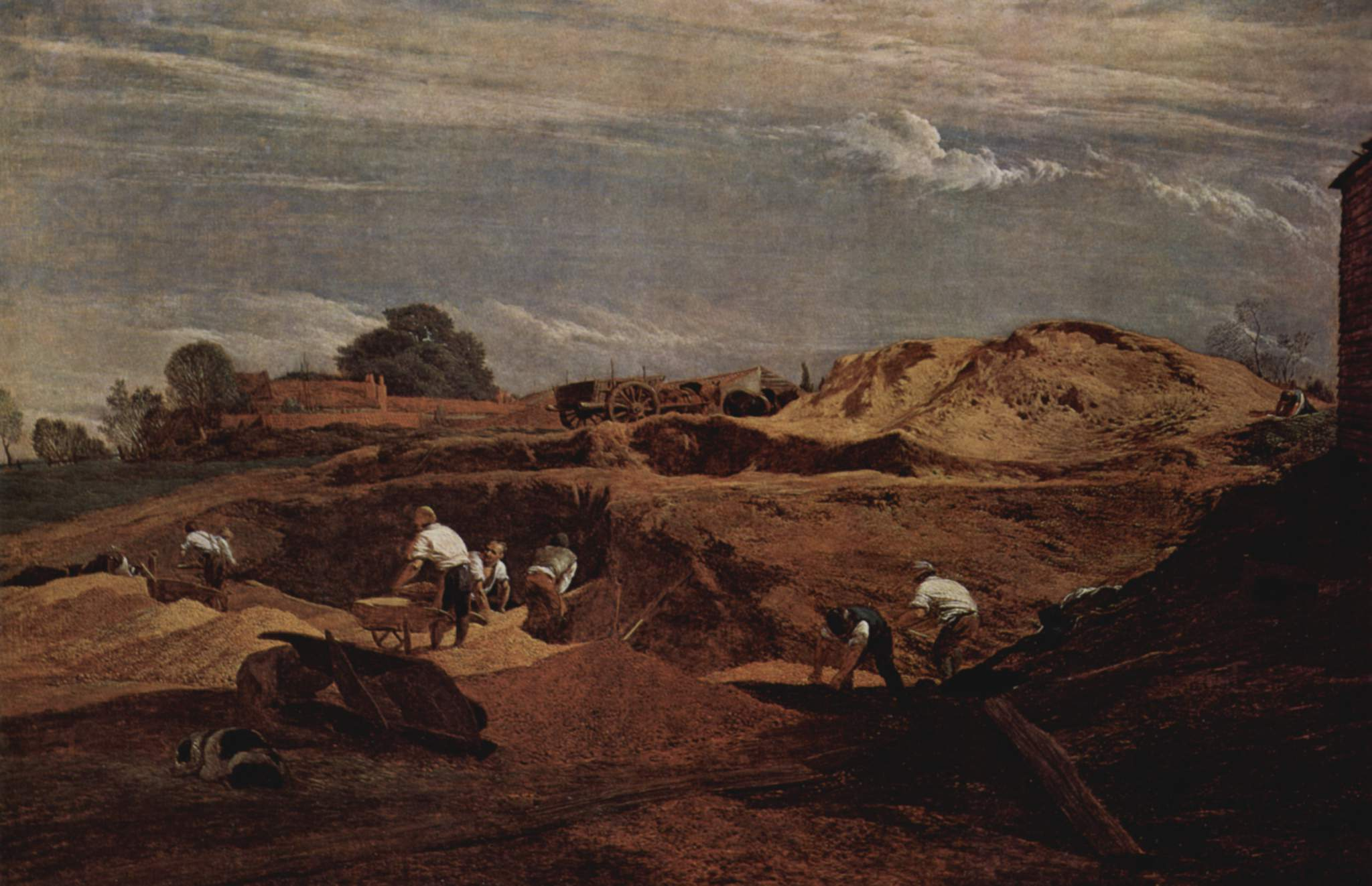
Галечные карьеры у Кенсингтона
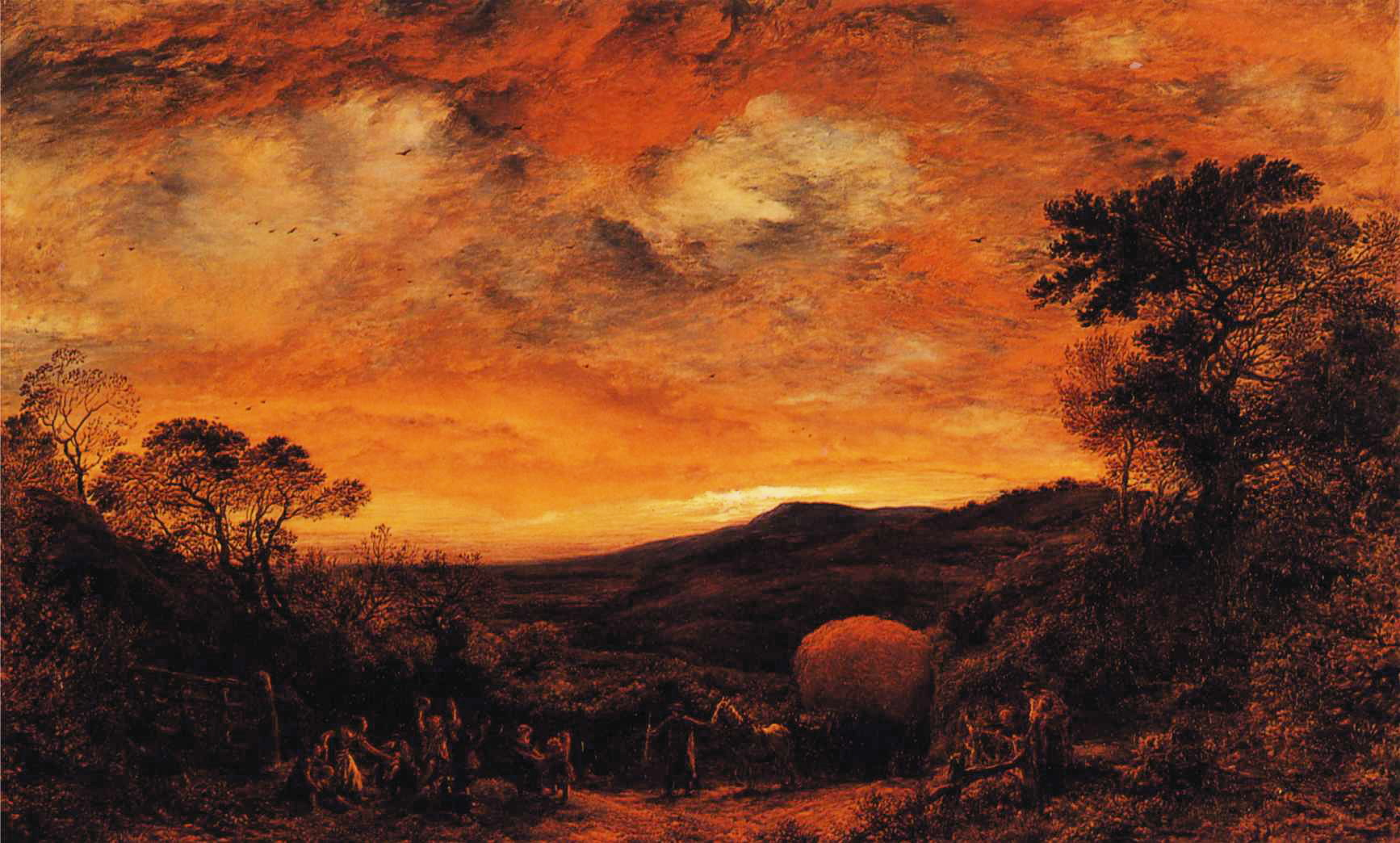
Последний воз
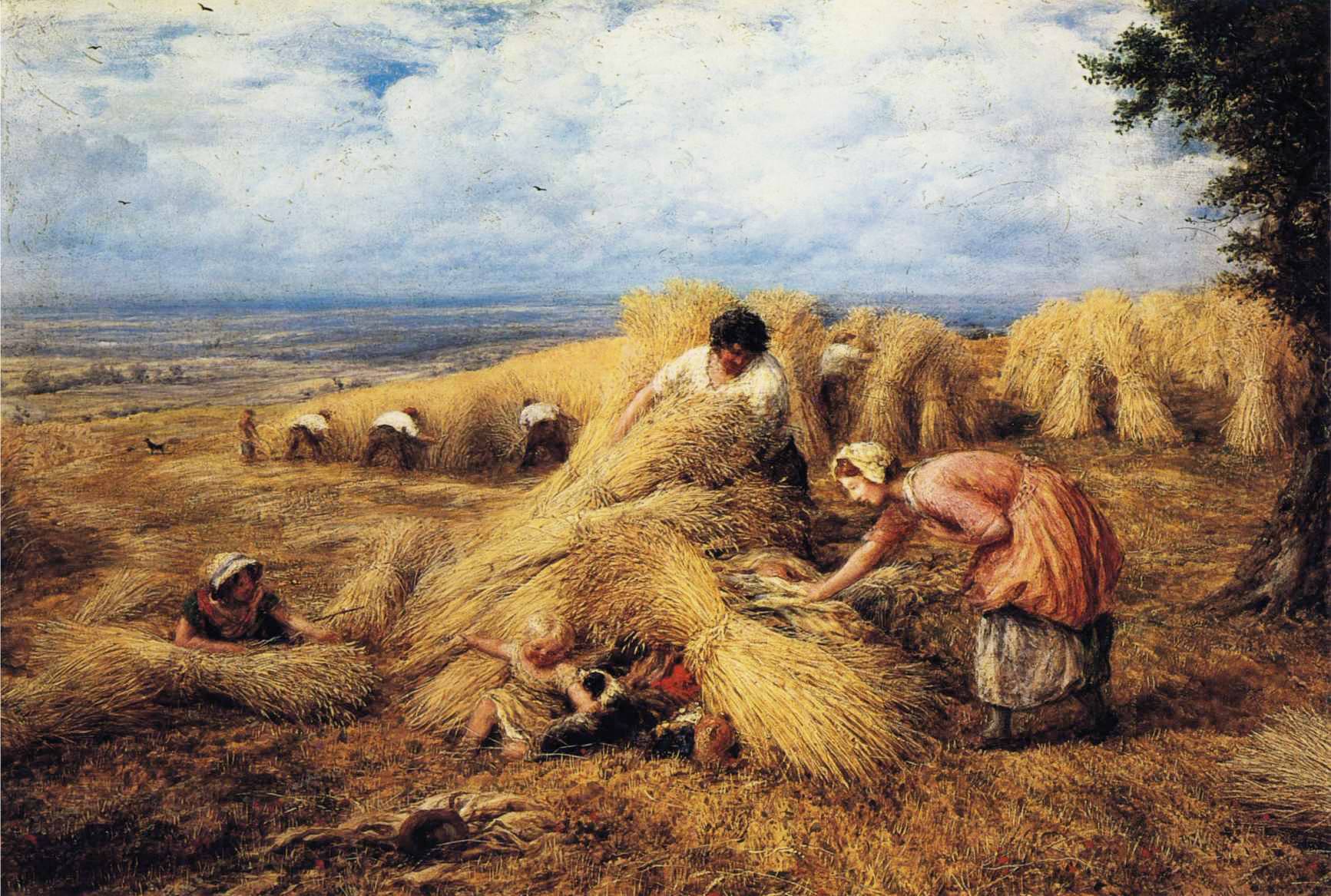
Уборка урожая
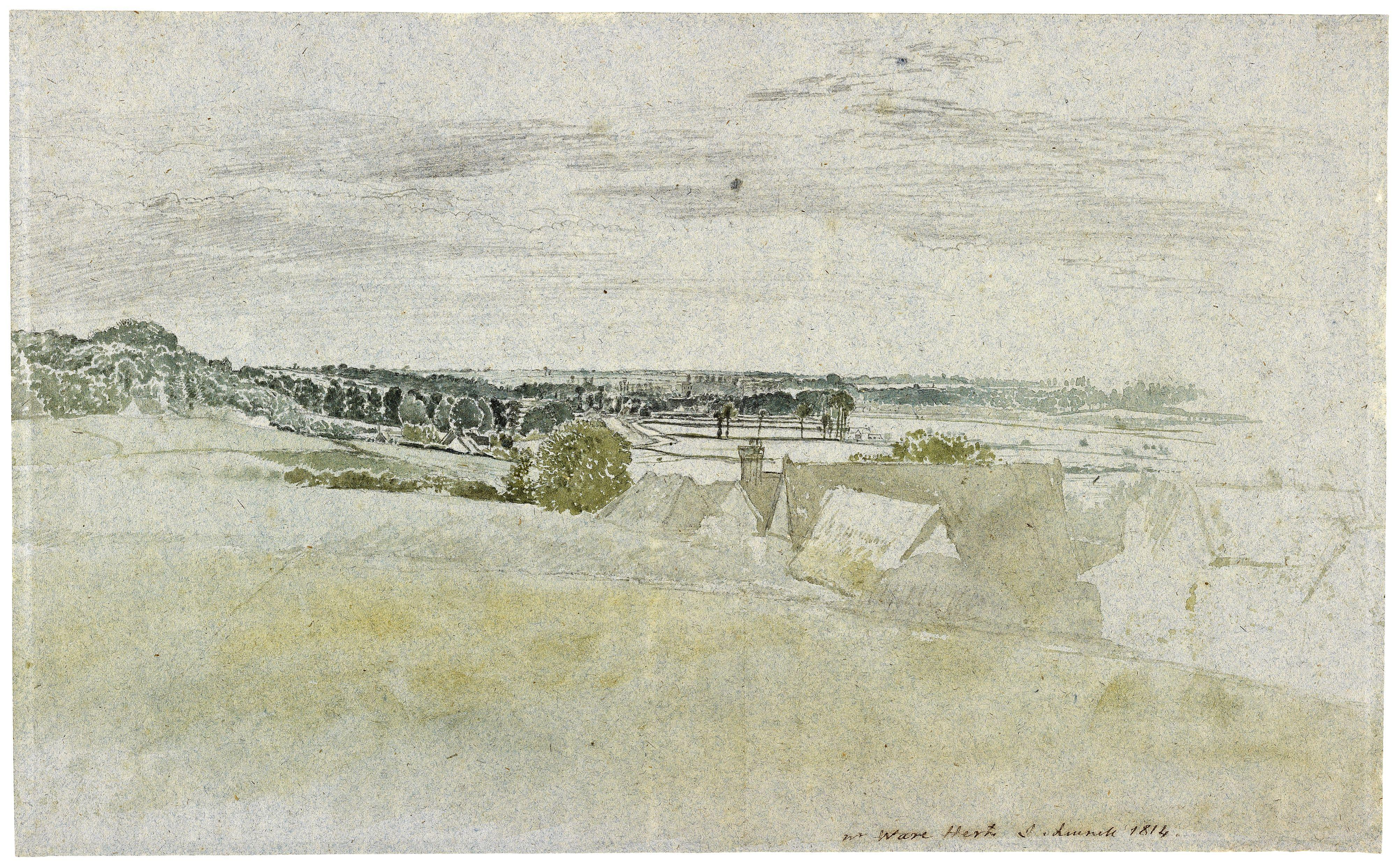
Вид на Эмвел Хилл в Хертфордшире (1814)
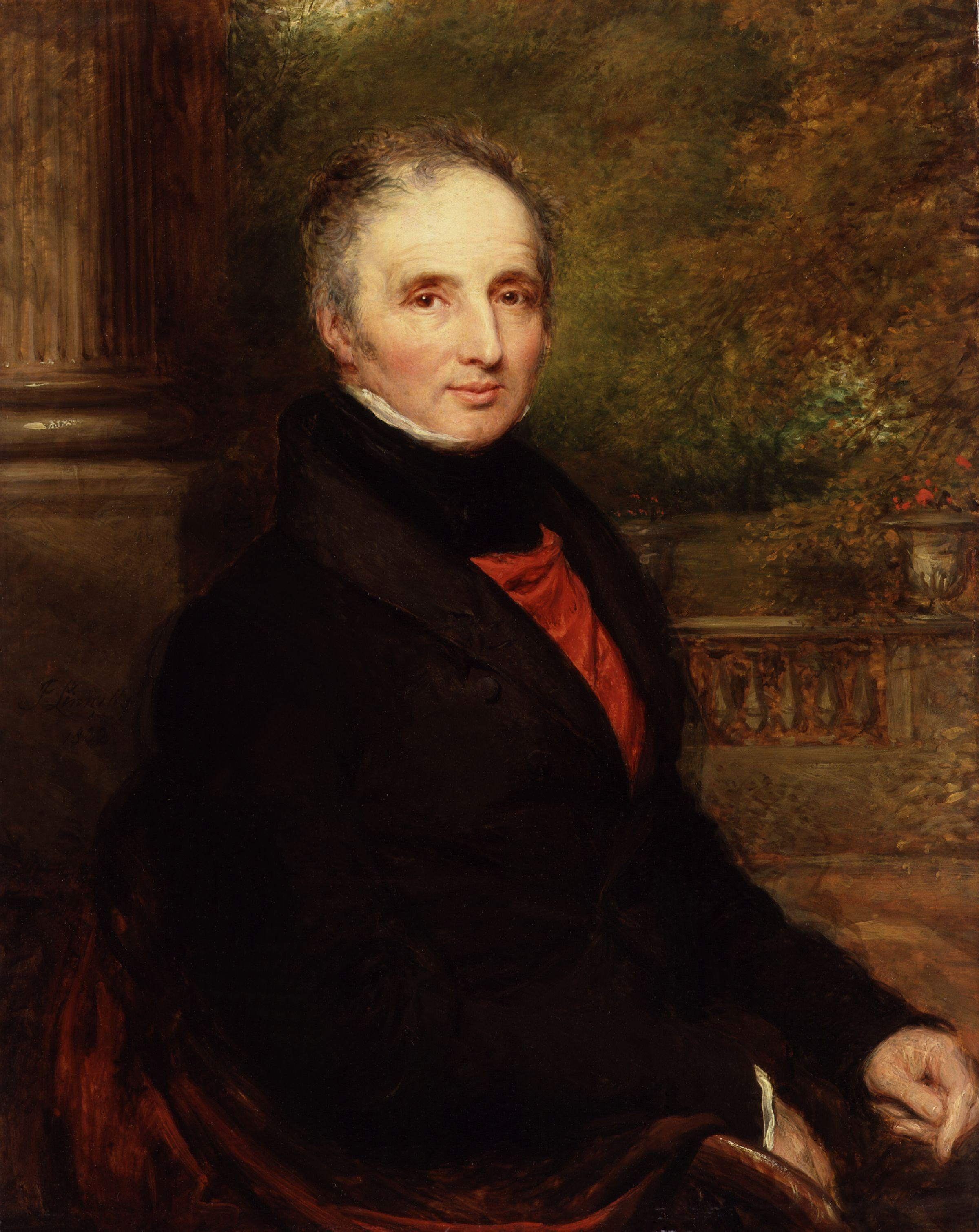
Портрет Питера Кинга, барона Окхэма
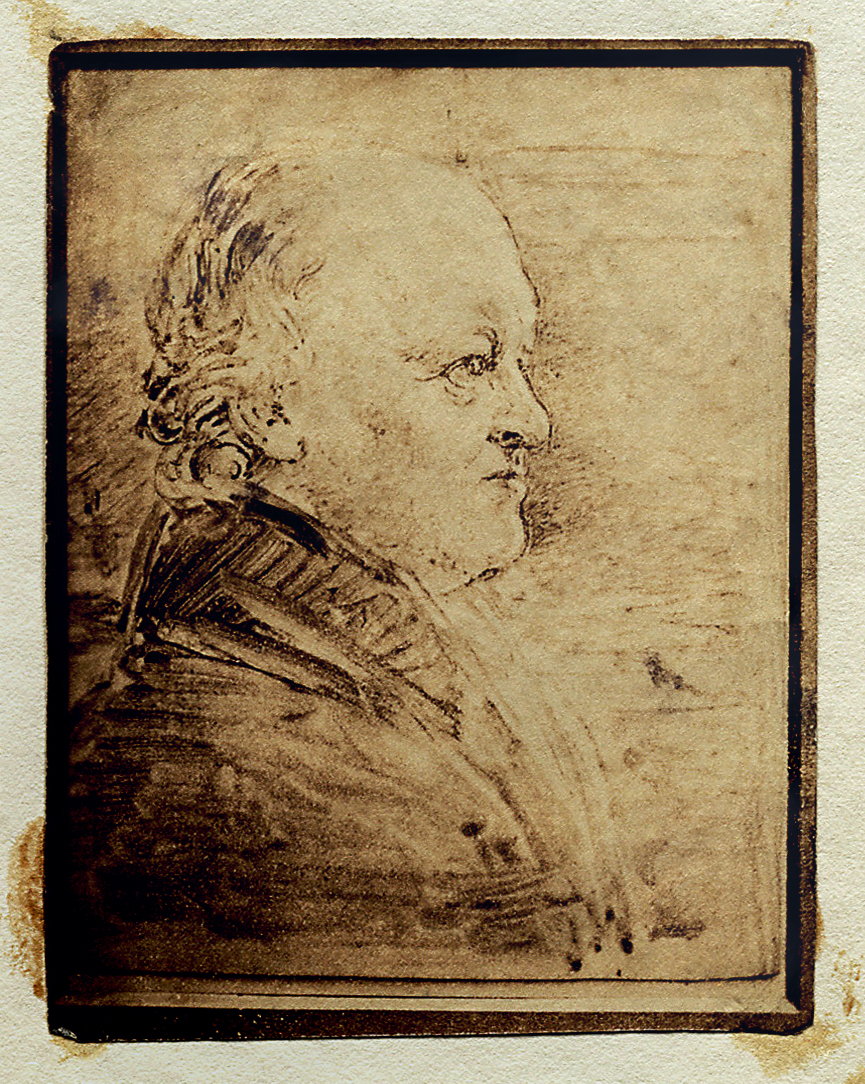
Портрет Уильяма Блейка (1863)